# Grégory Sertic
Grégory Sertic (ur. 5 sierpnia 1989 w Brétigny-sur-Orge) – francuski piłkarz chorwackiego pochodzenia, grający na pozycji pomocnika w Olympique Marsylia. Młodzieżowy reprezentant Francji.

## Kariera klubowa
Grégory Sertic piłkarską karierę rozpoczynał w AS Egly Football, następnie występował także w CSF Brétigny, Entente Sportive Viry-Châtillon oraz INF Clairefontaine. W 2005 roku trafił do Girondins Bordeaux, w którym początkowo występował w drużynach juniorskich. Trzy lata później został włączony do pierwszego zespołu. W Ligue 1 zadebiutował 29 kwietnia 2009 roku w wygranym 2:3 wyjazdowym spotkaniu ze Stade Rennais, w którym wyszedł w podstawowym składzie, a w 70. minucie został zmieniony przez Pierre`a Ducasse. W kolejnym meczu, z FC Sochaux-Montbéliard zdobył swoją pierwszą bramkę wyprowadzając drużynę na prowadzenie. Do końca sezonu zagrał jeszcze w czterech innych ligowych pojedynkach, w dwóch z nich pojawiał się na boisku w drugich połowach. Wraz z Bordeaux sięgnął po tytuł mistrza Francji.
W sezonie 2009/2010 Sertic zadebiutował w europejskich pucharach. 30 września 2009 roku wystąpił w wygranym 1:0 meczu Ligi Mistrzów z Maccabi Hajfa. W spotkaniu z izraelskim klubem pojawił się na boisku w 71. minucie, zmieniając reprezentanta Czech, Jaroslava Plašila. Zagrał także w rewanżowym pojedynku z Maccabi oraz spotkaniu 1/8 finału przeciwko greckiemu Olympiakosowi. W rozgrywkach ligowych Sertic wystąpił 12. razy, z czego w pięciu meczach wchodził z ławki rezerwowych. Bordeaux nie powtórzyło sukcesu sprzed roku i uplasowało się w tabeli na szóstym miejscu.
W 2010 roku Sertic został wypożyczony do RC Lens.
Po 8 sezonach spędzonych z Bordeaux, zakupiony został 30 stycznia 2017 przez Olympique Marsylia za kwotę 1.5 miliona euro.
| Sezon   | Klub               | Kraj    | Rozgrywki | Mecze | Bramki | Rozgrywki Europy | Mecze | Bramki |
| ------- | ------------------ | ------- | --------- | ----- | ------ | ---------------- | ----- | ------ |
| 2008/09 | Girondins Bordeaux | Francja | Ligue 1   | 6     | 1      | -                | -     | -      |
| 2009/10 | Girondins Bordeaux | Francja | Ligue 1   | 12    | 0      | Liga Europy UEFA | 3     | 0      |
| 2010/11 | RC Lens (wyp.)     | Francja | Ligue 1   | 23    | 0      | -                | -     | -      |
| 2011/12 | Girondins Bordeaux | Francja | Ligue 1   | 18    | 0      | -                | -     | -      |
| 2012/13 | Girondins Bordeaux | Francja | Ligue 1   | 26    | 0      | Liga Europy UEFA | 11    | 0      |
| 2013/14 | Girondins Bordeaux | Francja | Ligue 1   | 30    | 3      | Liga Europy UEFA | 4     | 0      |
| 2014/15 | Girondins Bordeaux | Francja | Ligue 1   | 16    | 1      | -                | -     | -      |
| 2015/16 | Girondins Bordeaux | Francja | Ligue 1   | 1     | 0      | Liga Europy UEFA | 2     | 0      |
| 2016/17 | Girondins Bordeaux | Francja | Ligue 1   | 18    | 1      | -                | -     | -      |
| 2016/17 | Olympique Marsylia | Francja | Ligue 1   | -     | -      | -                | -     | -      |

Stan na: 30 stycznia 2017 r.